# 来州
来州，辽朝时的州。
本为唐朝貞觀十年（636年）在乌突汗达干部落置威州，置来远县。唐高宗咸亨年间改瑞州。916年，辽太祖改瑞州为来州（今辽宁省绥中县西南前卫）归德军，属中京道大定府。下辖一县三州：来宾县、隰州平海军海滨县、迁州兴善军迁民县、润州海阳军海阳县（今河北省秦皇岛市）。
金朝天德三年（1151年）改来州为宗州，泰和六年（1206年），避讳睿宗完颜宗尧改为瑞州。辖境相当于今辽宁省绥中县和兴城市西南部及河北省秦皇岛市。